# (4293) Masumi
(4293) Masumi ist ein Hauptgürtelasteroid, der am 11. November 1989 von dem Astronomen Yoshiaki Ōshima am Gekkō-Observatorium entdeckt wurde.
Der Asteroid wurde nach Masumi Furukawa, einem Vorstandsmitglied der International Foundation for Cultural Harmony, benannt.